# Pericote
Pericote es el nombre que reciben tres bailes tradicionales: uno de la comarca de Liébana (Cantabria), otro del concejo de Llanes (Asturias) y otro del pueblo de Tresviso (Cantabria)  
En el caso del del concejo de Llanes 
Etimológicamente el nombre proviene de la localidad de Cué(Asturias), donde los «pericos» eran mujeres que se vestían de hombres para realizar los bailes. De gran antigüedad, el pericote asturiano nació en esta localidad del oriente de Asturias ,donde la gente realiza cánticos y giraldillas.
La gente va ataviada con el traje típico de porruanu y de aldeana (nombre tradicional de estos trajes característicos del oriente de Asturias). La utilización del nombre de porruanu tiene dos teorías, una es que se comenzó a utilizar porque el traje masculino más antiguo que se conserva pertenecía a un hombre de Porrúa, y la otra es que donde mejor lana había para hacer los trajes era en Porrúa entonces la gente pedía traje porruano. 
Existen dos versiones del pericote llanisco: el pericote antiguo y el pericote.
El denominado pericote antiguo, surgido o recuperado según interpretaciones hace menos de 50 años, se interpreta casi exclusivamente en las fiesta de San Antoniu en Cué. El pericote tradicional, del que se viene teniendo constancia hace cientos de años, es interpretado, con variaciones, en las demás fiestas del Concejo. Cabe destacar la interpretación del baile que se da en Pancar, lugar del que era oriundo “el Nino de Pancar", persona a la que se atribuye la adaptación de este baile a grupo.

En el caso del de Tresviso
Es un baile de a tres que se realizaba en Tresviso algunas noches del año a la luz de candiles y velas
Realizado al son de latas, panderos, tambores, gaitas o un conjunto de estos y acompañado de cantares en algunas ocasiones, se prolongaba hasta altas horas
El baile es muy sencillo y consiste en que dando pasos saltados hay que hacer un ocho desplantandose y sustituyendose unos a otros, de forma que siempre tiene que haber en el ocho dos hombres y una mujer
Las mujeres pueden ignorar al hombre, tanto como el a ellas, dándose vuelta de espaldas para no cruzar miradas, evitandole. Mientras que el las puede menear las sayas, equivocarlas, etc